# Иванчина
Иванчина (слч. Ivančiná) насељено је мјесто са административним статусом сеоске општине (слч. obec) у округу Турчјанске Тјеплице, у Жилинском крају, Словачка Република.

## Становништво
| Година:    | 1994. | 2004.   | 2014.   | 2024.   |
| ---------- | ----- | ------- | ------- | ------- |
| Број људи: | 91    | 97      | 92      | 93      |
| Разлика:   |       | +6,59 % | -5,15 % | +1,08 % |

| Година:    | 2023. | 2024.   |
| ---------- | ----- | ------- |
| Број људи: | 90    | 93      |
| Разлика:   |       | +3,33 % |

Према подацима о броју становника из 2011. године насеље је имало 99 становника.